# Sardo argentino
El Sardo, Sardo argentino o Quesardo es un queso argentino similar al pecorino sardo italiano. Cuando se usa la denominación «sardo», sin más añadidos, normalmente se entiende que se están refiriendo a este queso de Argentina, al ser producidos con leche de vaca, en contraste de leche de oveja del Pecorino Sardo de Cerdeña. Se parece también al Pecorino Romano. Tiene forma de barra y pesa unos tres kilogramos.

## Producción
Suele coagularse con cuajo animal, por lo que es un queso no apto para vegetarianos. La textura es dura y presenta un color blanco amarillento. El sabor resulta suave, rico y ligeramente salado. Se usa para rallar y cocinar.